# Guo Jia
Guo Jia (170 - 207), nome de cortesia Fengxiao (奉孝), foi um conselheiro militar de Cao Cao no final da Dinastia Han.
Ao longo dos 11 anos de serviço junto a Cao Cao, Guo Jia foi importante na parte de estratégias e logística militar em batalhas contra Lü Bu na Província de Xu e Yuan Shao, na Batalha de Guandu.